# 1952年の母性保護条約に関する改正条約
1952年の母性保護条約に関する改正条約（1952ねんのぼせいほごじょうやくにかんするかいせいじょうやく、英語: Convention concerning the revision of the Maternity Protection Convention (Revised)）は、国際労働機関の条約。2000年6月15日に採択、2002年2月7日に発効した。
2000年の母性保護条約とも呼ばれる。

## 内容
1952年の母性保護に関する条約を改正するもので、出産休暇を最低12週間から14週間に変更したほか、求人時に妊娠検査や証明書を求めることを禁止した。

## 批准国
2023年4月時点で43か国が批准している。